# LANパーティー
LANパーティー（LAN party）とは、人々がコンピュータを持ち寄り、主にマルチプレーヤーコンピュータゲームを行うためにお互いをLocal Area Network（LAN）で接続すること。しばしば自然発生的に行われる。
これらのLANは、2人からなる非常に小規模なものから6500以上の大規模なものまで様々である。小規模なパーティーは自然発生的に行われるが、大規模なパーティーは念入りな計画と準備が要求される。
'LANパーティー'という表現は、時としてゲームセンターやインターネットカフェに対し間違った使われ方をされる。似たようなサービスを提供しているが、LANパーティーイベントはこれらとは異なり、一般的にBYOC（Bring Your Own Computer：自分のマシンを持ってこよう）であり、永続的に設置されるわけではない。
LANパーティーへの広告はコミュニティ間で議論されており、いくつかのイベントはボウルズやAlienwareといった企業から販売促進や新製品のデモとしての広告ツールとして評判を得ている。多くの大規模LANパーティーは、運営リスク（しばしば、主催者は数千ドルの赤字を負う危険がある）を減らし、参加者に賞金を提供するためにスポンサーを探している。
LANパーティーの参加者は、より経験を積んだゲーマーである傾向にあり、これは多くのカジュアルゲーマーを追い出している。これは、LANパーティーはセットアップが必要なためである。

## 歴史
LANパーティーの起源は、初期のシングルプレーヤーUNIXゲームにまでさかのぼる。たとえば、Larn、Hack、ローグ、Hunt the Wumpusなどがそれにあたり、これらは中央サーバにスコアボードを持っていた。この時点でこれらのゲームをプレーしていた人々の大多数は、そういったシステムに勉強でアクセスしていた大学生だった。他の初期のネットワークゲームには、Xanth Software F/XのMIDI Mazeがあった。Atari ST向けにプログラムされ、STのMIDIポートを通じて最大16台（4台以上は不安定であったが）のコンピュータを接続することが出来、その間に合わせのネットワーク上でデスマッチゲームがプレーされた。1993年のId SoftwareによるDoomのリリースでMIDI Mazeが開拓したゲームプレーが完成し、4人のプレーヤーが協力してシングルプレーヤーキャンペーンを行ったり、デスマッチゲームでお互い戦ったりすることが出来るようになった。結果として、ネットワークゲーム（およびLANパーティー）が成長していった。1996年にId SoftwareがQuakeをリリースすると、LANパーティーは爆発的に広まっていった。QuakeのリリースはLinksysやRealtekによる低価格なイーサネットネットワーク・アダプタやハブのリリースとぴったり重なっていた。

## 小規模LANパーティ

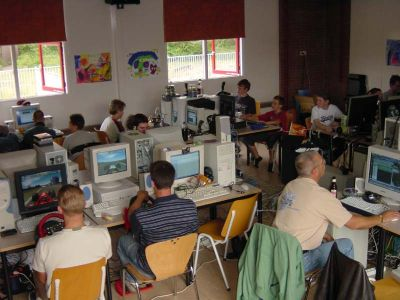
オランダで行われたLANパーティー(2003年)

たいてい、小規模LANパーティーは人々がコンピュータをお互いの家に持って行って行われる。
小さな友人グループ同士で開催されることもあり、例えば誰かの家や小さな場所で行われる。そういったイベントは少しの計画で素早く開催され、たいてい夜を徹したものになる。プレーヤーが少人数であるため、ゲームは低レベルのものがプレーされるか、bot相手に行われる。ブロードバンドインターネット接続が利用できるときは、いくつかのLANパーティーはオンラインサーバに参加する。サーバには誰でも接続することが出来、お互いプレーすることが出来る。この場合、LANパーティーを行うことによりチーム員が同じ場所にいるため、会話やチャットをより能率的に行うことが出来る。
小規模LANパーティーには、全てのプレーヤーを収容できるポートを持ったハブやスイッチ、かなりの量の電力が必要となる。参加者が資材の提供・参加費の支払い・カバーチャージを申し出ることもあるが、大量の食料と飲み物の提供もホストの義務となることもある。いくつかのグループでの別の習わしには、数日間にわたって消費する大量のファーストフードの購入がある。多くのLANパーティーファンは、パーティー中に消費するであろう栄養ドリンクと他の食料ももってくるであろう。

## 大規模LANパーティ

世界最大規模のLANパーティー、DreamHack（2004年）

多くの商業化されたパーティーではStarCraft、Quake III、Warcraft III、カウンターストライク、Unreal Tournament、Battlefield 1942、DOOMといったゲームを用いたさまざまなトーナメントを行い、勝者には賞が贈られる事もある。賞品には、オーバークロックキット、ケース、ライト、ファン、グラフィックカードといったコンピュータハードウェアや、時にはコンピュータ一式や主催者の愛車であるフェラーリといった高価なものまで含まれる。
イベント期間は標準化されてはいないが、長期間や短期間のどちらのパーティーでも、多くは週末に開催される。
大規模なLANパーティーでは、睡眠、シャワー、食事、別の娯楽（音楽など）のための静かな場所や、インターネットへの接続といったネットワーク管理を専門的に行うサポートスタッフを提供することもある。食事は、バー形式や、ピザなどの宅配、もしくは近辺の店から行う。パーティーによっては、一般的なバーベキュー形式や、大衆食堂で勤務している調理スタッフを雇用して完全な食事を提供するものもある。
クランとはチームゲームをプレーするゲーマーたちの集まりで、普段はインターネット越しにプレーしているが、これらの集まりをお互いにあうために使用することもある。彼らの目標はトーナメントに勝利することである。CPLのような国内や国際ゲームリーグで順位を競い合うのと同じように、世界中から猛者プレーヤーたちが集まり競争するQuakeconのような定期イベントがある。
しばしばケースMODerやオーバークロッカーたちが彼らのコンピュータを見せびらかすためにこれらのイベントに参加する。コンピュータを展示するだけで、他人のコンピュータを見て回るものもいる。
これらのパーティーにファイル共有の目的で参加するものもいる。だが、通常パーティーの主催者により、ファイル共有による著作権侵害は禁止されている。合法的なファイル共有（ゲームのパッチ、アップデート、ユーザが作成したコンテンツ）を積極的にサポートしたり、DC++ハブやP2Pサービスサーバの実行を行うLANパーティーもある。これらのサーバを実行する理由の一つに、SMB/CIFSベースのウイルスの拡散を防ぐためにWindowsファイル共有(SMB/CIFS)をブロックする一方で、ファイル共有は監視/制御することが出来るからである。LANパーティーで使用される多くのP2Pには中央チャットエリアが存在し、ここでLANパーティーの全参加者がIRCのような環境で会話をすることが出来る。
一時的なLANが設置されるが、単なる通信インフラであり、出席者同士の相互通信を主目的とはしない、"LANパーティー"ではない種類のパーティーも存在する。それらの中には、Assembly demo partyといったデモパーティーや、DEF CONといったハッカー会議がある。

## 日本におけるLANパーティの現状
日本ではLANパーティはあまりなじみがないうえ、日本のゲームシーンでは、PCゲームは敬遠される傾向にあった。PCは高額で大掛かりで起動に時間が掛かり設定が難しい事、ソフトもハードも日本語版があるとは限らない事、大都市部もモータリゼーションが進んだアメリカとは異なり日本の大都市部ではPCを他所へ持ち運ぶことが困難であった事、普及していたコンシューマー機では多台数プレー（多人数プレーではない）をサポートしていないゲームが多かった事などが原因としては上げられる。
1990年代末期に入って「熱海温泉LANオフ」などの小規模LANパーティやCPLの日本予選会場などでわずかに行われていた。2005年には日本初のスポンサーつきLANパーティメイン大会「BIGLAN」が開かれ、2007年12月に6回目の開催を行った。また、2007年5月、そして2008年1月にはCS:Sプレイヤーが中心となって「NightLAN」が行われ、「BIGLAN」では会場の関係で不可能だった24時間のLANパーティーが開催された。これによりLANパーティが少数の有志によっても開催可能な事が証明された。
2010年代以降は、日本でのPCゲーム・モバイルゲーム人気やゲーミングPC人気の高まりもあり、コロナ禍を挟んで日本国内でもLANパーティーが増加し、盛り上がりを見せていった。日本最大のLANパーティーとして「C4LAN」が開催され、ボードゲーム持ち込みまでなんでもありのイベントとなっている。他にも名古屋のてれぴあホールで2018年にDeToNatorと東海テレビとのコラボレーション企画をきっかけに始まった「Nagoya e-Sports Festival vol.0」から発展したイベント、「Nagoya e-Sports Festival 乱」が2019年3月29日から3月31日に開催された。
また、厳密の意味でのLANパーティではないが、ネットカフェに集まり同じゲームをプレーするという簡易LANパーティや、LANパーティを称していないものの世界コンピュータ将棋選手権なども開催されている。

## 必要物

### 提供者
小規模から大規模なものまで、LANパーティーに持ってこられるものには以下のようなものがある。
- コンピュータ
- モニタ
- キーボード
- マウス・マウスパッド
- ヘッドフォン
- マイク
- モニタとコンピュータの電源ケーブル
- テーブルタップ
- ネットワークケーブル
- ネットワークハブ
- ゲーム・CD key・最新のパッチ
- スナック菓子と飲料物
- ファイルを交換するための外部ハードディスク

### ホスト
LANパーティーにおけるホストの仕事は大変多くが含まれており、これは大規模なパーティーで特に顕著である。
- 電力：多くのホストは平均して参加者あたり500-600ワットの電力使用を許可している。
- ネットワーク：イーサネットネットワークは普遍的に必要である。大規模なパーティーでは、一般的な配置計画はギガビットイーサネットバックボーン、高速インターネットルーター、およびそれらを接続する高速イーサネットスイッチである。小規模なパーティーでは、ホストの既存ネットワークで行われることもしばしばある。
- 場所：モニタ、キーボード、マウスは結構なスペースを必要とする。ホストは参加予定人数が十分にはいるだけの部屋を探すべきである。
- 計画：後援者にとって、誰もいないLANパーティーを見るほど悪いものはない。

## 文化
LANパーティーにはユニークな文化がある。参加者はしばしば自分のコンピュータをまばゆいライト、プラズマディスプレイ、強力なスピーカー、および様々な種類のコンピュータアクセサリ（ケースMODとも呼ばれる）でドレスアップする。こうした流れを受けて、2000年代後半からは、市販のゲーミングPCや自作PC用パーツにも電飾機能を搭載したものがよく見られるようになった。
また、LANパーティは徹夜で行われることがあるため、BawlsやRed Bullといった高カフェイン飲料が非常に人気である。大規模なパーティーは何日間も休みなしで行われることがある。

## Xboxシステムリンク
別の種類のLANパーティーには、Xboxシステムリンクがある。これは、2台以上のXboxをカテゴリ5のクロスケーブルで接続した友人同士の小さなグループから、大規模なLANパーティーまでをカバーすることが出来る。多くの人がXboxを標準的なカテゴリ5ケーブルで既存のLANネットワークに接続している。これは、最大32台のXboxを相互接続することが出来る。Xbox 360にもこの機能は存在する。
この機能は、セガサターンに搭載されているセガのダイレクトリンクに似ている。